# Эккехард I (маркграф Мейсена)
Эккехард (Экхард) I (нем. Ekkehard I; ок. 960 — 30 апреля 1002, Пёльде, похоронен в монастыре в Йене; затем в церкви в Наумбурге) — маркграф Мейсена с 985, сын Гунтера, маркграфа Мерзебурга. Эккехард был одним из самых влиятельных дворян в Германии и претендовал на трон императора Священной Римской империи после смерти Оттона III в 1002 году.

## Биография
В 985 году, после смерти маркграфа Рикдага, император Священной Римской империи Оттон III передал Эккехарду Мейсенскую марку для защиты германских земель от набегов лютичей. Прежде, в 984 году, князь Богемии Болеслав II захватил крепость Альбрехтсбург в Мейсене, но она была отбита императором. Эккехард был одним из самых влиятельных людей в королевстве и пользовался благоволением Оттона III, который передал ему в полную собственность часть своих ленов. Во время конфликта Оттона с его двоюродным братом герцогом Баварии Генрихом II, Эккехард поддерживал императора и участвовал в заговоре против герцога Генриха.
В 990 году, во время конфликта князя Польши Мешко I и князя Чехии Болеслава I Грозного, Мешко призвал императрицу Адельгейду, регента во время правления её внука Оттона III, для разрешения конфликта. Адельгейда отправила для заключения мира между князьями четыре отряда под командованием архиепископа Магдебурга Гизельхера и многих знатных германских дворян, в число которых входил и маркграф Эккехард. Болеслав I принял решение заключить мир с Мешко и отправил Гизельхера, Эккехарда и других членов посольства домой. Однако лютичи, их давние враги, отобрали отряд из двухсот человек и организовали погоню, от которой послам едва удалось спастись.
После смерти Мешко в 992 году, Эккехард поддерживал дружеские отношения и с его сыном, Болеславом I Храбрым, своим единоутробным братом. Впоследствии его дочь Ода вышла замуж за Болеслава. Будучи избранным своими подданными в Тюрингии, Эккехард получил герцогскую власть в этом регионе.
В 1000 году Эккехард основал два монастыря — Хельмарсхаузен и соседний с ним Хильвардсхаузен.
В январе 1002 года император Оттон III скончался в Италии, в замке Патерно около Витербо, не оставив наследников. Немецкие князья собрались в городе Фрозе на Эльбе для того чтобы выбрать нового императора. Главными кандидатами на трон были герцог Баварии Генрих IV, сын герцога Генриха II, герцог Швабии Герман II, который выступил против Генриха, пфальцграф Лотарингии Эццо и Эккехард I, который был одним из наиболее серьёзных противников герцога Баварии. На первом собрании, в которое входили 16 епископов и знатнейших дворян Саксонии, большинство склонялось в сторону избрания Эккехарда. Следующее собрание было назначено в королевском пфальце под названием Верла. Генрих призвал туда сестер Оттона III, Софию, аббатису Гандерсхайма, и Адельгейду, аббатису Кведлинбурга, которые поддержали его кандидатуру. Важное значение имели голоса графа Лотаря фон Вальбека и маркграфа Швейнфурта Генриха, поддержавшие герцога Генриха. Когда Эккехард, приехавший в Верлу, но не присутствовавший на самом собрании, узнал, что настроения саксонских князей переменились, он, раздосадованный, вечером занял стол, сервированный для сестер Оттона III, и отобедал за ним с герцогом Саксонии Бернхардом I и епископом Хальберштадта Арнульфом. Это было намеренное оскорбление представительниц Саксонской династии и декларация претензий Экхарда на королевский титул. Такой поступок вызвал негодование сторонников Генриха и, возможно, был причиной убийства Эккехарда.
Хотя Эккехард не сумел добиться в Верле поддержки своей кандидатуры от саксонского дворянства, в Хильдесхайме его встретили как короля. Он возлагал надежду на то, что на хофтаге в Дуйсбурге будет провозглашён королём, однако когда в Падерборне узнал от епископа Ратера, что хофтаг не состоится, отправился в Тюрингию. В Нордгейме он был принят графом Зигфридом II, который вместе со свои братом Бенно, графом Катленбурга Удо и братом последнего, графом Лисгау Генрихом II замыслил заговор против Эккехарда. Несмотря на то что мачеха Зигфрида Аделинда раскрыла Эккехарду заговор своего пасынка, тот отказался изменить намеченный маршрут. В ночь с 29 на 30 апреля 1002 года, Эккехард остановился в королевской резиденции в Пёльде (Гарц), где был убит графом Зигфридом. Точно неизвестно, по какой причине он убил маркграфа Мейсена, однако его устранение могло быть выгодно Генриху Баварскому. По другой версии, он мог быть убит за оскорбление, нанесенное Эккехардом аббатисам в Верле.
По приказу старшего сына Эккехарда Германа I, он был похоронен в Йене, близ Наумбурга, у места впадения Унштрута в Заале. В 1028 году его прах был перенесен в церковь в Наумбурге. После его смерти князь Болеслав I Храбрый захватил Мейсен, но затем маркграфство было передано брату Эккехарда Гунцелину.

## Брак и дети
Жена: Сванехильда (945/950 — 28 ноября 1014), дочь Германа Биллунга, герцога Саксонии, вдова маркграфа Мейсена Титмара I. Дети:
- Лиутгарда (ум. 13 ноября 1012); муж с января 1003: Вернер (ум. 11 ноября 1014), граф фон Вальбек с 1003, маркграф Северной марки с 1003 по 1009
- Герман I (ум. 1038), маркграф Мейсена с 1009
- Эккехард II (ум. 24 января 1046), маркграф Мейсена с 1038
- Гунтер (ум. 1 ноября 1025), королевский капеллан с 1001, императорский канцлер с 1009, архиепископ Зальцбурга с 1024
- Эйлвард (ум. 24 ноября 1023), королевский капеллан, епископ Мейсена с 1016
- Матильда; муж с января 1003: Дитрих II (ум. 19 ноября 1034), граф Айленбурга с 1017, граф в гау Сиусули и в Северном Гассегау с 1021, маркграф Саксонской Восточной марки
- Ода (ум. 1025); муж с 3 февраля 1018: Болеслав I Храбрый (ок. 967 — 17 июня 1025), князь Польши (992—1025 годы) и король Польши (в 1025 году), сын Мешко I, князя Польши, и чешской княжны Дубравки

## В художественной литературе
Эккехард — одно из действующих лиц исторического романа Теодора Парницкого «Серебряные орлы».